# Rivières (Gard)
 Rivières  es una población y comuna francesa, situada en la región de Languedoc-Rosellón, departamento de Gard, en el distrito de Alès y cantón de Barjac.

## Demografía
| 261 | 240 | 239 | 238 | 227 | 234 |
| Para los censos de 1962 a 1999 la población legal corresponde a la población sin duplicidades (Fuente: INSEE [Consultar]) |     |     |     |     |     |